# Jerónimo Almagro y Montes de Oca
Jerónimo Almagro (1923-1986) fue el alcalde de la ciudad española de Cádiz durante el Franquismo. Sucedió a José León de Carranza Gómez-Pablos en la alcaldía, durante cuyo mandato ostentó la primera tenencia de alcaldía. 
Estudió en los Marianistas de Cádiz y El Pilar de Madrid. En los inicios de la guerra civil española, no fue admitido por ser menor de edad, en los voluntarios falangistas donde fallecieron en el frente dos de sus hermanos. Se licenció en derecho por la Universidad de Granada. Ejerció como gestor administrativo, ganadero y labrador. Falangista. 
Su mandato como alcalde fue desde el 25 de junio de 1969 hasta el 15 de enero de 1976. Durante su alcaldía se construyeron muchas viviendas en Cádiz por parte del Instituto Nacional de la Vivienda, inaugurándose dos fases del Barrio de La Paz, fomentando también la cultura popular con la creación de la Cátedra Municipal de Cultura Adolfo de Castro. 
Como alcalde, en vísperas de la celebración de los difuntos, acudía al cementerio de San José a poner flores en las tumbas de todos sus antecesores allí enterrados, independientemente del signo político de los mismos. Fueron concejales en aquellos años: Vicente del Moral, Evelio de Ingunza, Emilio Colombo, Rafael Gómez Ortiz, Francisco Alarcón, Manuel Marrero, Antonio Cortés Sabariego, Ricardo de la Fuente, entre otros. 
Con motivo de la nueva Ley de Régimen Local de 1975, los alcaldes los elegirían directamente los concejales y no serían nombrados por el gobierno, se celebraron elecciones en enero de 1976 compareciendo para alcaldes Emilio Beltrani y Jerónimo Almagro, resultando vencedor el primero en segunda votación. Casado con María Rosa Ceijas, padre de una numerosa prole. Hermano mayor de la Cofradía de la Sentencia y hermano de la Santa Caridad. 
Falleció en 1986 mientras contemplaba una corrida de toros en El Puerto de Santa María.
Fue uno de los 59 procuradores que el 18 de noviembre de 1976 en las Cortes Españolas votaron en contra de  la Ley para la Reforma Política que derogaba los Principios Fundamentales del Movimiento.